# Pulsar Vela
Pulsar Vela (PSR J0835-4510 nebo též PSR B0833-45) je pulsar nacházející se v Souhvězdí Plachetnice (Vela Constellation) vyzařující rádiové, viditelné, rentgenové a gama záření. Pulsar Vela vznikl po výbuchu supernovy II. typu, která explodovala přibližně před 11 000 – 12 300 lety a to ve vzdálenosti 800 světelných let od Země.

## Charakteristika
V oboru rádiových vln je Vela nejjasnějším pulsarem na obloze s frekvencí 11,195 otočení okolo své osy za vteřinu, tudíž pulsar se otočí okolo své osy za 89,33 milisekund; v době svého objevu se jednalo o dosud nejkratší známou periodu rotace pulsaru. Odhaduje se, že pozůstatky po výbuchu supernovy Vela se směrem od Země pohybují rychlostí 1 200 km/s. Ze všech známých pulsarů je Vela třetím nejjasnějším zdrojem záření (jeho hvězdná velikost činí 23,6 mag), který pulsuje dvakrát na jeden puls z oboru rádiových vln. Taktéž se jedná o nejjasnější objekt na obloze vysílající vysokoenergetické gama záření, který je ve své činnosti stabilní.

## Skokové poruchy (glitch)
Glitch je náhlá změna v rotaci pulsaru, jejíž výskyt nelze předpovídat. Pulsar Vela je nejlépe prozkoumaným pulsarem mající skokové poruchy pulsační periody, přičemž se u něho glitche vyskytují v průměru jednou za tři roky.
12. prosince roku 2016 byly tyto skokové poruchy zachyceny vůbec poprvé v reálném čase pomocí rádiového teleskopu Mount Pleasant Radion Observatory, který je se svými 26 metry velký natolik, aby mohl rozlišit jednotlivé pulsy. Z pozorováním vyplynulo, že první puls byl velice silný, zatímco následující předpokládaný puls vůbec nenastal a následující dva pulsy se vyznačovali nízkým stupněm lineární polarizace. Podle měření měl tento jev trvat do pěti vteřin. Podruhé byly tyto skoky naměřeny 22. července 2021 a podle získaného měření se měla perioda snížit o jednu miliontinu původní hodnoty.

## Výzkumy
Potvrzení existence seskupení pulsaru Vela a pozůstatků po výbuchu supernovy bylo prvním přímým viditelným důkazem toho, že neutronové hvězdy jsou vytvářeny z výbuchů supernov. Tuto teorii potvrdil astronomický tým ze Sydneyské univerzity v roce 1968.
Výzkum vedený Kelloggem a jeho týmem mezi lety 1970 a 1971 za pomocí družice Uhuru zjistil, že Vela X a Pulsar Vela jsou dva různé vesmírné objekty, které si avšak jsou svojí pozicí velice blízké, tudíž i těžko rozlišitelné. Pojmem Vela X se nazývaly pozůstatky po supernově Vela. Weiler a Panagia roku 1980 určili, že Vela X není ve skutečnosti nic víc než pulsarový vítr v mlhovině Souhvězdí Plachet, kterou žene kupředu energie vycházející z pulsaru.

## Možná záměna jména
Pulsar Vela bývá někdy označován jako Vela X, avšak úkaz Vela X není totéž co Pulsar Vela nebo Mlhovina Vela X. Při průzkumu okolí Souhvězdí Plachet a Souhvězdí Lodní zádě za pomocí Mills Cross Telescope v oboru rádiových vln bylo zjištěno, že se zde nachází tři silné zdroje záření rádiových vln, tj. Vela X, Vela Y a Vela Z. Tyto tři zdroje jsou pro nás jako pro pozorovatele ze Země v blízkém překryvu s pozůstatky po výbuchu supernovy Lodní záď A (Puppies A), které jsou taktéž velmi silným zdrojem rádiového a rentgenového záření.
Je třeba zdůraznit, že jak Pulsar Vela, tak ani mlhoviny v jeho přilehlém okolí by neměli být zaměňovány s rentgenovou dvojhvězdou Vela X-1, která sice může pozorovatele klamat tím, že při pozorování ze Země leží v blízkém okolí výše zmíněných objektů, avšak ve skutečnosti jsou tyto soustavy na sobě naprosto nezávislé.

## Pulsar Vela v hudbě
Francouzský hudební skladatel Gérard Grisey převedl záření vysílané z Pulsaru Vela a z pulsaru PSR B0329+54 do zvukové podoby a následně je použil ve své skladbě Le noir de l'étoile (1989–90).

## Galerie

Pulzační perioda v oboru gama záření (Pulsar Vela)
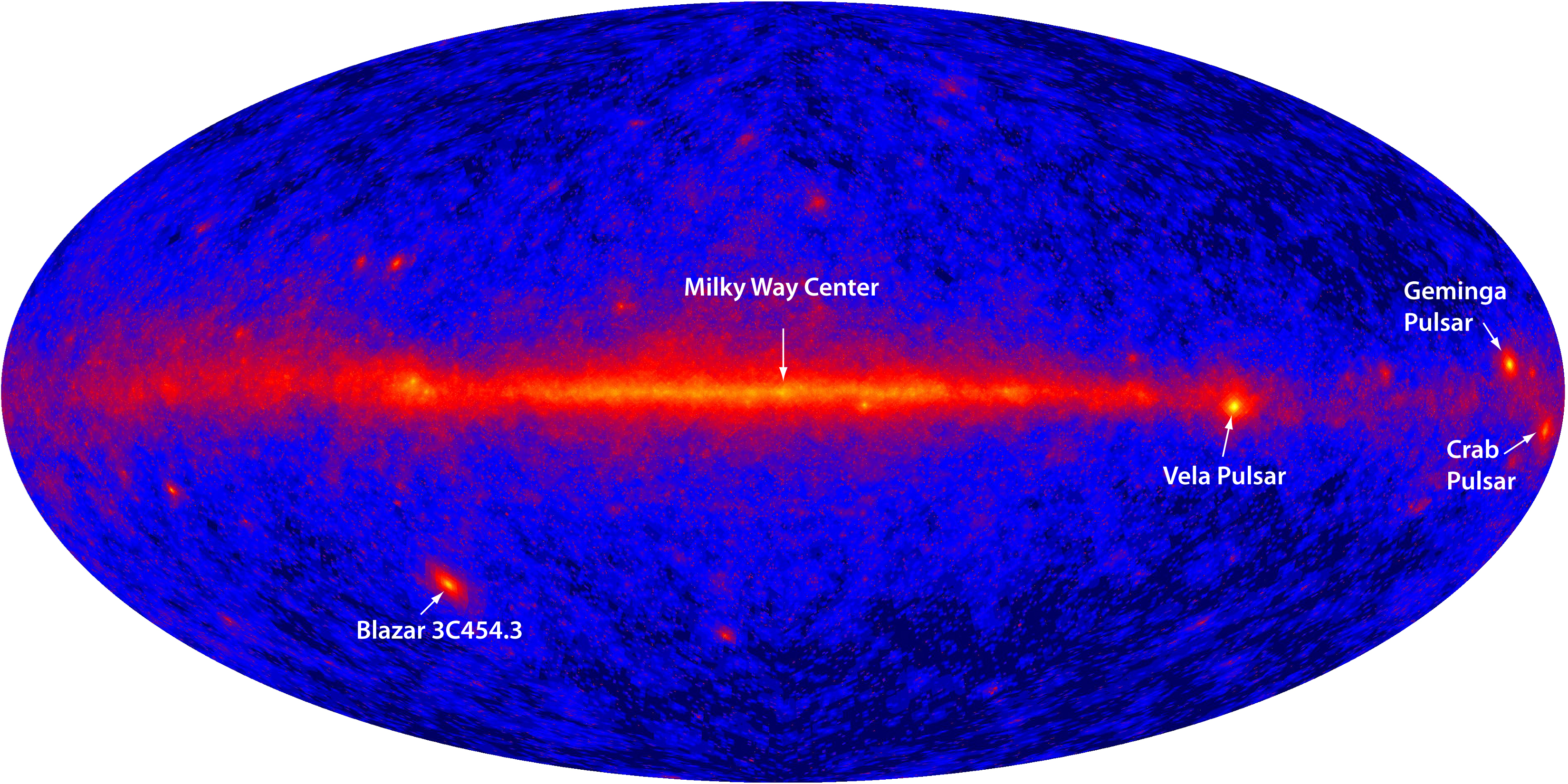
Umístění Pulsaru Vela v Mléčné dráze
- Video tvořené osmi snímky, na kterých jsou zachyceny spršky částic vyletujících z pulsaru Vela